# Zawałów

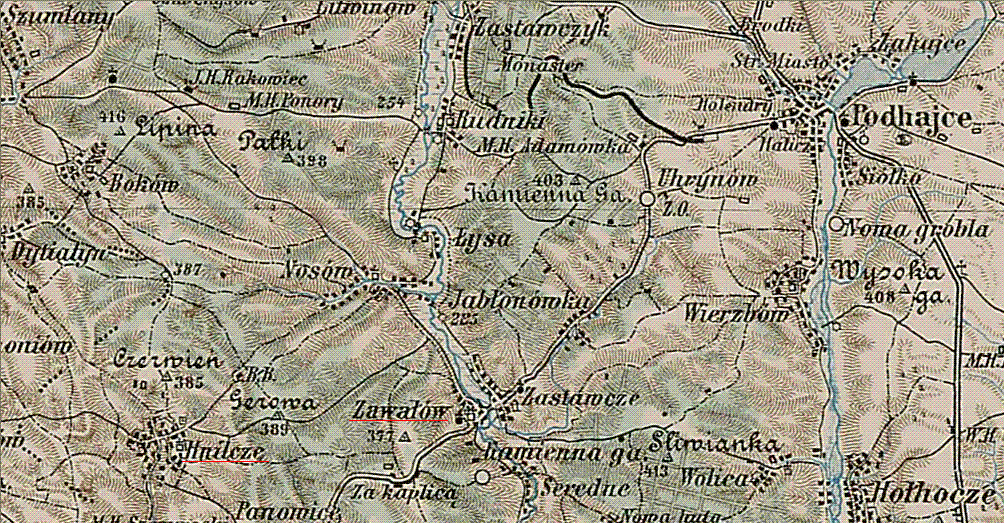
Zawałów na austro-węgierskiej mapie sztabowej z ok. 1910 r.

Zawałów (ukr. Завалів, Zawaliw) – wieś w rejonie tarnopolskim obwodu tarnopolskiego, nad Złotą Lipą.
Częścią wsi jest dawniej samodzielna miejscowość i gmina Kamienna Góra.
Wieś liczy 472 mieszkańców.

## Historia
Założona w 1395 r.
Prywatne miasto szlacheckie lokowane w 1552 roku położone było w XVI wieku w województwie ruskim.
W II Rzeczypospolitej miejscowość była siedzibą gminy wiejskiej Zawałów w powiecie podhajeckim województwa tarnopolskiego. 
W czasie okupacji niemieckiej mieszkająca tutaj ukraińska rodzina Biłeckich udzielała pomocy ponad 20 Żydom ukrywającym się w lesie, za co w 1990 roku Instytut Jad Waszem uhonorował tytułami Sprawiedliwych wśród Narodów Świata Łeona i Mariję Biłeckich, ich dzieci Romana Biłeckiego i Jarosławę Wasilik z d. Biłecką, Jewhena Biłeckiego (brata Łeona) i jego dzieci Juliana Biłeckiego i Hannę Kyfor z d. Biłecką.
Do 2020 w rejonie podhajeckim.

## Zabytki
- zamek (już nie istnieje)[6]
- ocalała kaplica cmentarna Raczyńskich (w ruinie)

## Ludzie związani z Zawałowem
- Wiktor Jan Wołodkowicz h. Radwan – dzierżawca dóbr Brzozdowce i Zawałów[7]

## Przypisy

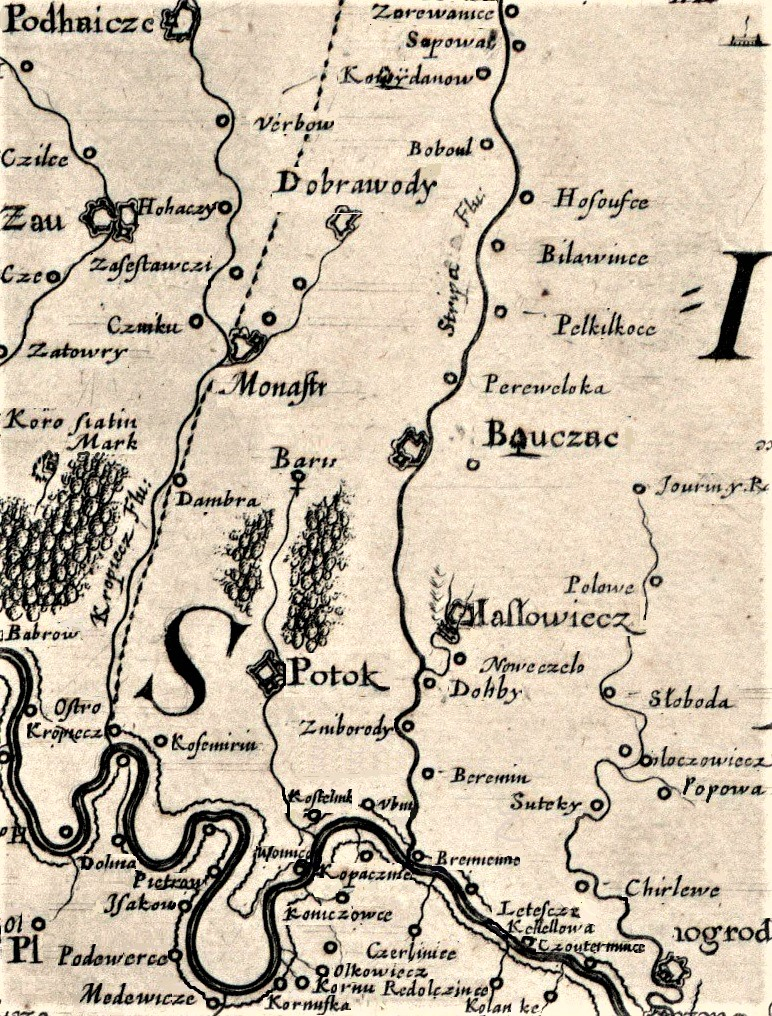
Zawałów na mapie z 1650 r.

## Właściciele
- Rafał Kazimierz Makowiecki
- Józef Aleksander Jabłonowski
- Aleksander Raczynski